# HD 34447
HD 34447，又名BD-17 1069，SAO 150295、HR 1731，是一颗恒星，视星等为6.56，位于銀經218.64，銀緯-28.4，其B1900.0坐标为赤經5h 12m 21.4s，赤緯-17° -28.4′ 7″。